# GameTap
GameTap è stata una piattaforma di distribuzione online di videogiochi (digital delivery) facente parte del Turner Broadcasting System, a sua volta proprietà della Time Warner Company. Basava il proprio sistema di distribuzione digitale su un Client scaricabile gratuitamente. Uno dei pregi maggiori di GameTap era la possibilità di scaricare gratuitamente più di mille giochi tra cui titoli relativamente recenti, classici giochi Arcade e pietre miliari della storia videoludica. Il catalogo online di GameTap includeva più di 1000 titoli, era uno dei più forniti del mondo.
Sia GameTap che i titoli disponibili erano in lingua inglese anche se occasionalmente era possibile trovare giochi multilingua.